# Българи в Гърция
Българите са сред най-големите емигрантски групи в Гърция. През 2006 година те са 78 981 души по официални данни, съставляващи 0,7% от населението. По неофициални данни, освен тях, в Северна Гърция (Егейска Македония и Западна Тракия) има значителен брой българоезично население с български произход. В огромното си мнозинство то е с гръцко национално самосъзнание, в резултат на дългогодишна водена политика на денационализация и асимилация, а в малка степен – с македонско национално самосъзнание.

## Разположение
Коренното славяноезично население в Егейска Македония варира от 180 000 до 250 000 според някои източници, като тези данни са неофициални. В Западна Тракия има компактна общност от помашко население, според официални гръцки данни те са около 35 000 души (23 000 души в окръг Ксанти, 11 000 души в окръг Родопи и 2000 души в окръг Еврос).
Основната част от българските емигранти, които са около 75 000 души през 2006 година, живеят в големите градове и най-вече в Атина и Солун.

## История
През VII век в Македония започва масовото заселване на славяни и на Куберовите прабългари. В 837 година хан Пресиян презвема беломорските градове Филипи и Кавала и присъединява областта към България. В зенита на Първата българска държава, при царете Самуил, Гавраил Радомир, Иван Владислав и Пресиян II областта е част от българските територии, а Воден и Преспа са за кратко столици на държавата. Град Кавала в средновековието е българската крепост Морунец, а наричаната от чужденците крепост Перитор носи българското име Буруград. B XIV век именно Ксанти и той са столиците на деспот Момчил войвода. През Възраждането българите са значителен народностен елемент в Беломорска Тракия и Беломорска Македония.
Българите в Беломорска Макeдония и Беломорска Тракия са под чужда власт след анексирането на тези области в 1913 и 1923 година от Гръцкото кралство. По времето на крал Константинос I и на диктатурите на Теодорос Пангалос и особено на Йоанис Метаксас репресиите са изключително ожесточени, като българският език е официално забранен. Голяма част от българското население е принудено през 20-те години на XX век да се пресели в България чрез спогодбата Калфов – Политис или да емигрира в САЩ, Канада и Австралия, а на тяхно място се заселват гръцки бежанци от Мала Азия.
По време на Втората световна война се установява Българско административно управление в Западна Тракия и източния дял на Егейска Македония, но етническата картина е коренно променена в междувоенния период и българското население там е останало малцинство. Извън границите на България остават Централна и Западна Македония с градовете Солун, Воден, Енидже Вардар, Лерин и Костур, в които се формират колаборационистки и паравоенни организации като Централен българомакедонски комитет и Солунски български клуб, известни под общото име „Охрана“. По време на Гражданска война (1946 – 1949) българското население сериозно пострадва, много са убитите, осъдените и интернирани в концлагери, голяма част от населението се изселва в страните в Съветската сфера на влияние.
Гърция официално признава само „мюсюлманско малцинство“, в което влиза и местното турско население. Сред българите-мюсюлмани, макар и в неофициален план, неотклонно се лансира тезата за „помашка нация“, език, фолклор и т.н. Издадени са буквар на латиница „абецедар“, граматика и „помашко“-гръцки гръцко-„помашки“ речници (в 1996) отново на латиница, (които да се ползват и за нуждите на гръцката армия и администрация). Сред българското население в Егейска Македония активно действа македонистката структура „Виножито“ (издава сп. „Нова Зора“). Сред българите мюсюлмани – официално регистрираната „Партия на помаците в Западна Тракия“.

## Организации
В сайта на ДАБЧ на България се посочва, че в Гърция има следните организации на българите – 7 дружества, 11 учебни заведения, 2 църковни общини и 4 печатни медии.
|                                                                                              | Вид              | Адрес                      | Седалище или местонахождение | Година на основаване | Година на закриване | Уебсайт или блог                                               |
| -------------------------------------------------------------------------------------------- | ---------------- | -------------------------- | ---------------------------- | -------------------- | ------------------- | -------------------------------------------------------------- |
| Българо–гръцко дружество за приятелство                                                      | дружество        |                            | Атина                        | 1999                 |                     |                                                                |
| Гръцко–българско сдружение за култура – Атина                                                | дружество        | Solonos 112                | Атина                        | 2010                 |                     |                                                                |
| Гръцко–българско сдружение за култура „Паисий Хилендарски“                                   | дружество        | ул. „Аверов“ № 11          | Атина                        |                      |                     |                                                                |
| Дружество на българите в Пелопонес „Хан Аспарух“                                             | дружество        | ул. „Канакари“ 136         | Патра                        | 2009                 |                     | sbpkhanasparuh                                                 |
| Културно–образователното обединение на българите в района на Източна Македония и Тракия      | дружество        |                            | Дедеагач                     | 2011                 |                     |                                                                |
| Културно–просветно дружество „Будители“                                                      | дружество        |                            | Атина                        | 2009                 |                     |                                                                |
| Сдружение на българите на остров Крит                                                        | дружество        | ул.EOK №24                 | Ираклио,Крит                 | 2015                 |                     | bac.gr                                                         |
| Българско неделно училище „Райна Княгиня“ към „Сдружение на българите на остров Крит“        | учебно заведение | ул. ЕОК №24                | Ираклио, Крит                | 2017                 |                     | bac.gr                                                         |
| Българско неделно училище „Дора Габе“ към „Сдружение на българите на остров Крит“            | учебно заведение | ул. Йониас №11             | Ханя, Крит                   | 2017                 |                     | bac.gr                                                         |
| Българско неделно училище „Анастасия Димитрова“ към „Сдружение на българите на остров Крит“  | учебно заведение | ул. Микрасиатон №8         | Ретимно, Крит                | 2017                 |                     | bac.gr                                                         |
| Българско неделно училище „Гина Кунева“ към „Сдружение на българите на остров Крит“          | учебно заведение | ул. Оплархигос Лакарда №18 | Йерапетра, Крит              | 2017                 |                     | bac.gr                                                         |
| Българско неделно училище „Св. св. Кирил и Методий“                                          | учебно заведение | Plateia Aigyptou 1B        | Атина                        | 2004                 |                     |                                                                |
| Българско неделно училище към Атонската обител „Св. Вмчк Георги Зограф“                      | учебно заведение | Plateia Ipodromiu 7        | Солун                        | 2008                 |                     |                                                                |
| Българско неделно училище „Васил Левски“                                                     | учебно заведение |                            | Дедеагач                     | 2013                 |                     |                                                                |
| Българско неделно училище „Паисий Хилендарски“                                               | учебно заведение | ул. „Аверов“ № 11          | Атина                        | 2009                 |                     | schoolbg.eu                                                    |
| Второ неделно училище „Преп. Паисий Хилендарски“ (към Гръцко–българско сдружение за култура) | учебно заведение |                            | село Герани (окръг Ханя)     |                      |                     |                                                                |
| Българско неделно училище „Захари Стоянов“                                                   | учебно заведение | ул. „Коринту“ № 313 – 315  | Патра                        | 2011                 |                     |                                                                |
| Български православен храм „Св. Йоан Рилски Чудотворец“                                      | църковна община  | 13561 Papaflesa Str. N:35  | Атина                        | 2008                 |                     |                                                                |
| Зографски манастир                                                                           | църковна община  |                            | Света гора                   | 919                  |                     |                                                                |
| Вестник „България днес“                                                                      | печатна медия    |                            | Атина                        |                      |                     |                                                                |
| Вестник „Български глас“                                                                     | печатна медия    | Pondou 26                  | Атина                        | 1998                 |                     | bgglas.com Архив на оригинала от 2017-05-16 в Wayback Machine. |
| Вестник „Български новини“                                                                   | печатна медия    | Pandoras 1                 | Атина                        | 1999                 |                     | newsbg.eu                                                      |
| Вестник „Контакти“                                                                           | печатна медия    | ул. „Аг. Константину“ 4    | Атина                        | 2000                 |                     |                                                                |